# Romeo (Colorado)
Romeo es un pueblo ubicado en el condado de Conejos en el estado estadounidense de Colorado. En el año 2000 tenía una población de 375 habitantes y una densidad poblacional de 625 personas por km².

## Geografía
Romeo se encuentra ubicada en las coordenadas 37°10′21″N 105°59′5″O / 37.17250, -105.98472.

## Demografía
Según la Oficina del Censo en 2000 los ingresos medios por hogar en la localidad eran de $19.306, y los ingresos medios por familia eran $21.806. Los hombres tenían unos ingresos medios de $23.438 frente a los $21.563 para las mujeres. La renta per cápita para la localidad era de $10.175. Alrededor del 34,3% de la población estaban por debajo del umbral de pobreza.